# Palais Mocenigo
Ne doit pas être confondu avec Musée du Palais Mocenigo.
Les palais Mocenigo sont trois édifices qui composent un complexe de palais sur le Grand Canal à Venise,.

## Les palais
- Palais Mocenigo Casa Nuova[3]
- Palais Mocenigo Il Nero[4]
- Palais Mocenigo Casa Vecchia[5]

Les palais sont nommés d'après la famille Mocenigo, dont sept personnages ont été des doges de Venise. Le poète anglais Lord Byron (1788-1824) y a séjourné comme indiqué sur une plaque commémorative : « quand il a vécu à Venise  de 1816 à 1819 avec 14 serviteurs, 2 singes, un renard et 2 chiens »,,.

## Lieu de tournage
En 2015, une équipe de l'émission Secrets d'Histoire a tourné plusieurs séquences dans les différents palais dans le cadre d'un numéro consacré à Giacomo Casanova, intitulé Casanova, l'amour à Venise, diffusé le 20 octobre 2015 sur France 2.

## Photographies

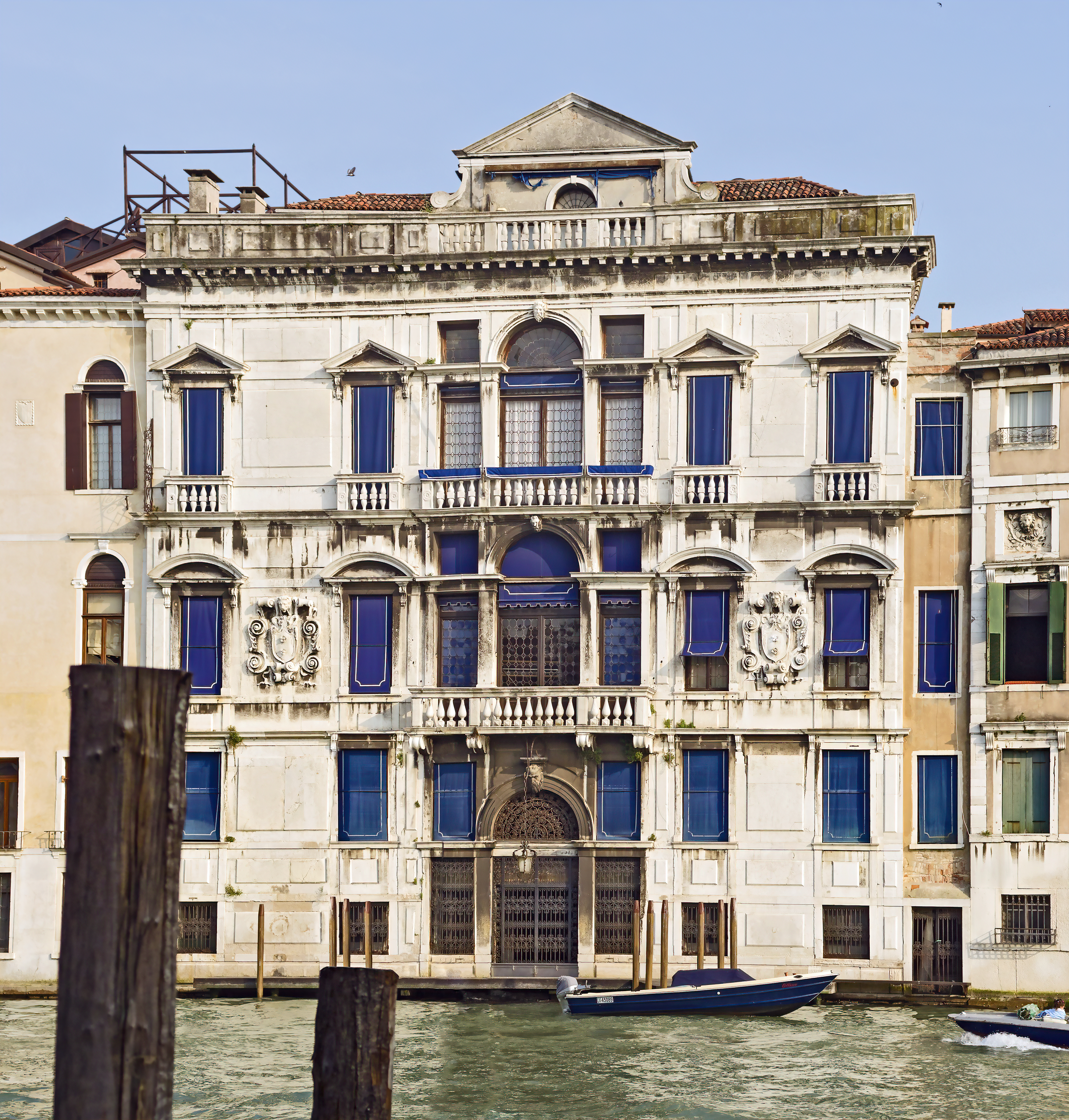
Palais Mocenigo « Casa Nuova ».
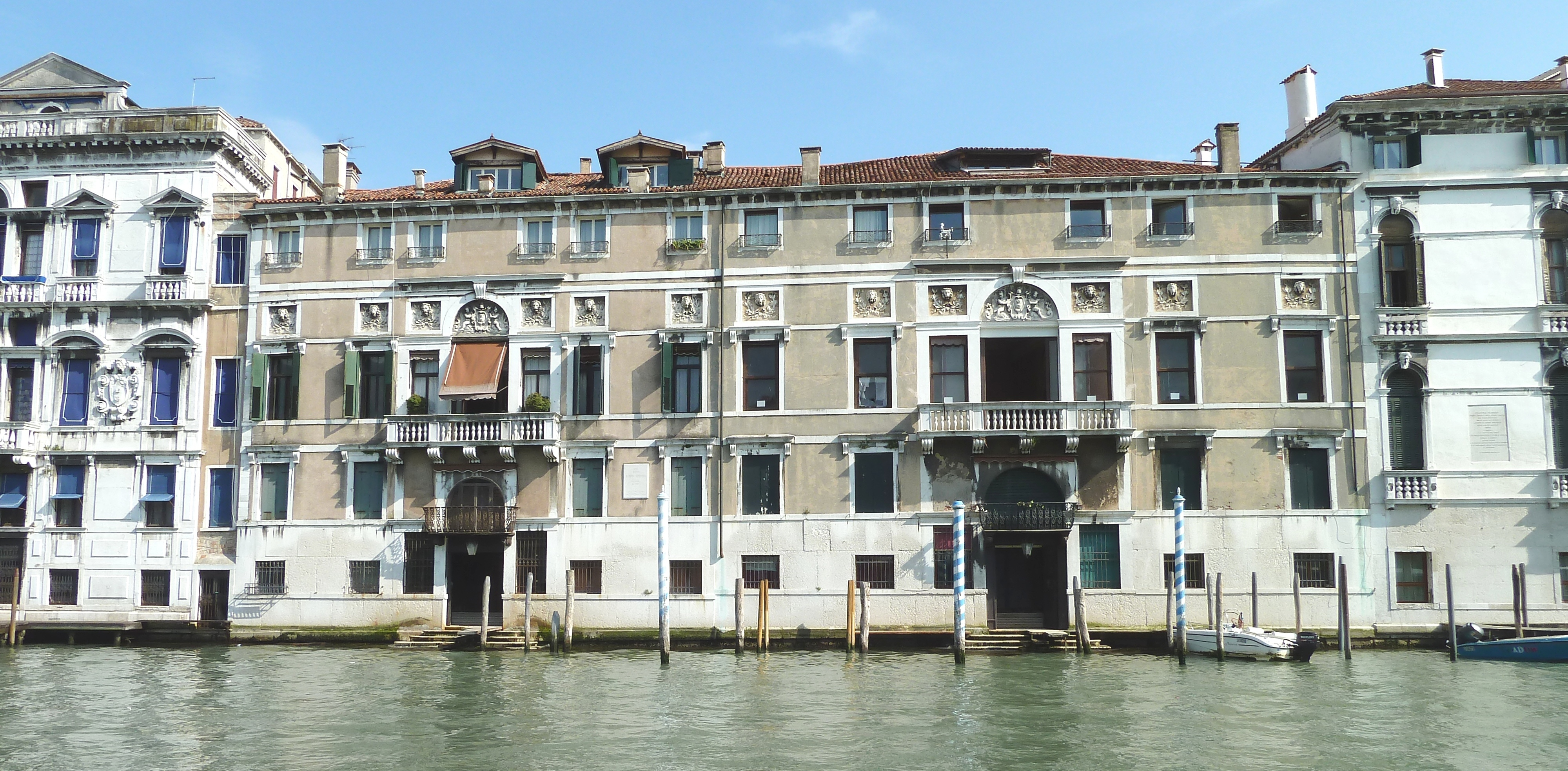
Palais Mocenigo « Il Nero ».
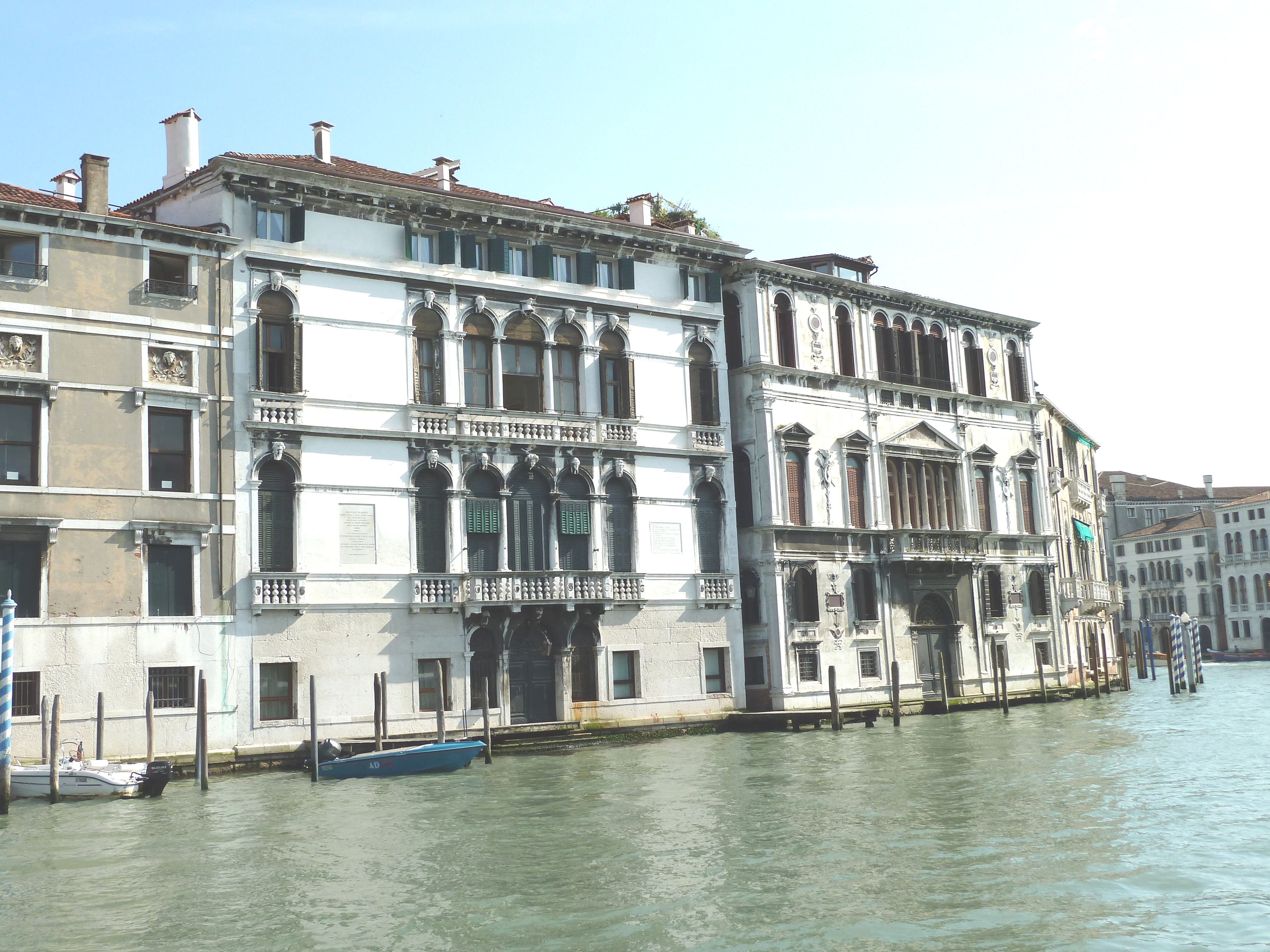
Palazzo Mocenigo Casa Vecchia e palazzo Contarini dalle Figure